# Football Park
Le Football Park, récemment renommé « AAMI Stadium » en raison d'un naming, est un stade situé dans la banlieue d'Adélaïde, en Australie. Il est le stade résident des équipes de football australien l'Adelaide Football Club et le Port Adelaide Football Club. Il a également accueilli des évènements de cricket ainsi que des concerts (ABBA, Dire Straits, U2, The Rolling Stones ou Robbie Williams).